# Vred
Vred is een gemeente in het Franse Noorderdepartement (Frans: département du Nord). De gemeente telde 1.311 inwoners op 1 januari 2022.

## Geografie
De oppervlakte van Vred bedroeg op 1 januari 2022 3,42 vierkante kilometer; de bevolkingsdichtheid was toen 383,3 inwoners per km².

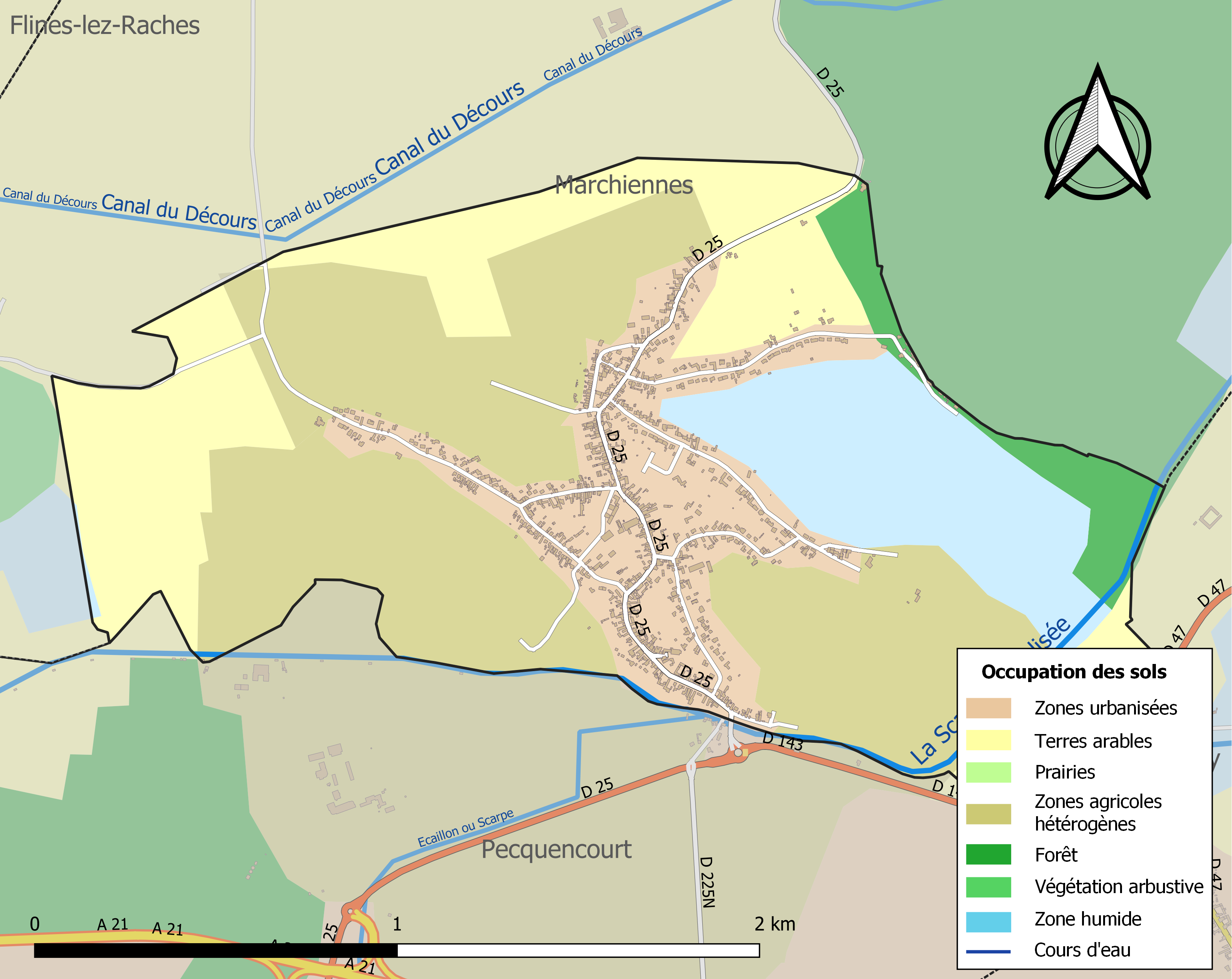
Kaart van de gemeente met belangrijkste infrastructuur, bodemgebruik en omliggende gemeenten

## Bezienswaardigheden
- De Sint-Sarrekerk werd in 1860 gebouwd nadat de bestaande kerk te klein werd bevonden en ook buiten de dorpskern lag. Het is een neogotisch kerkgebouw, ontworpen door Léon Lejuste. In 1891 kreeg de kerk een reliek van Sint-Sarre, een 7e-eeuwse lokale heilige die geboren zou zijn in Lambres-lez-Douai.

## Natuur en landschap
Bij Vred ligt het natuurgebied Tourbière de Vred, een veengebied. De hoogte aan de kerk bedraagt 21 meter.

## Demografie
Onderstaande figuur toont het verloop van het inwonertal (bron: INSEE-tellingen).

## Nabijgelegen kernen
Marchiennes, Pecquencourt, Rieulay